# Maria Rosa Fritsch von Cronenwald
Maria Rosa Fritsch von Cronenwald OSB (* 20. März 1898 als Margarethe Fritsch von Cronenwald in Wien; † 13. Dezember 1954 in Bertholdstein) war eine österreichische Benediktinerin und 3. Äbtissin von St. Gabriel, Bertholdstein.

## Leben
Margarethe Fritsch von Cronenwald stammte aus dem österreichischen Beamtenadel, war eine Urenkelin des Wiener Bürgermeisters Cajetan von Felder und vor ihrem Eintritt in die Abtei St. Gabriel Arbeitslehrerin, unter anderem im Polizeigefangenenhaus in Klosterneuburg.
Am 17. November 1926 legte sie vor der Äbtissin Benedikta zu Schwarzenberg ihre feierlichen Gelübde ab und wurde Subpriorin der Abtei. Schon wenige Tage nach dem Tod von Benedikta zu Schwarzenberg wurde sie in der Exilszeit des Klosters am 21. Februar 1943 mit 49 von 50 Stimmen in der Johanneskapelle des Wiener Schottenklosters zur dritten Äbtissin von St. Gabriel gewählt. Den Vorsitz der Wahl hatte der ebenfalls exilierte Abtpräses Raphael Molitor von St. Joseph/Gerleve inne. Die Benediktion am 24. Februar in der Johanneskapelle des Schottenklosters erteilte ihr Abtpräses Molitor in Anwesenheit von Abt Benedikt Reetz aus Seckau und dem Gastgeber, Abt Hermann Peichl vom Schottenkloster. Erste Aufgabe von Äbtissin Maria-Rosa war der Zusammenhalt des zerstreuten Konvents. Die neue Äbtissin besuchte bald nach der Wahl die einzelnen Nonnen in Klöstern in und um Wien.
Der Wiederaufbau der stark beschädigten Abtei St. Gabriel gestaltete sich schwierig und kräfteraubend. Auch die sich anbahnenden Veränderungen der Kommunität, die sich bis zum Zweiten Weltkrieg hauptsächlich aus Mitgliedern der österreichischen Aristokratie rekrutiert hatte, waren für die Äbtissin eine Herausforderung. Die Diskussion innerhalb der Gemeinschaft über einen geeigneteren Ort belastete das klösterliche Leben zusätzlich. Vor allem aber machte es ihre jahrelange Erkrankung der Äbtissin schwer, aktiv am monastischen Leben teilzunehmen und ihre Führungsaufgabe zu erfüllen. Maria-Rosa Fritsch von Cronenwald starb am 13. Dezember 1954 in Bertholdstein, wo sie auch beigesetzt wurde.